# Hagenbachia
Hagenbachia es un género de plantas suculentass perteneciente a la familia Asparagaceae, subfamilia Agavoideae, es originario de Costa Rica a Brasil, Paraguay y Bolivia.

## Descripción
Son hierbas emergiendo de un rizoma reptante. Hojas lineares, las bases del año anterior no persistentes. Inflorescencia racemosa o paniculada con varias flores en cada nudo. Flores pequeñas, nutantes, blancas; tépalos libres, oblongos a angostamente elípticos, 3-nervios; filamentos lineares, lisos; anteras libres, dorsifijas cerca de la base. Cápsulas pequeñas, poco profunda y conspicuamente 3-lobadas, generalmente más anchas que largas, loculicidas; óvulos 4-6 por carpelo.

## Taxonomía
El género fue descrito por Nees & Mart. y publicado en Nova Acta Physico-medica Academiae Caesareae Leopoldino-Carolinae Naturae Curiosorum Exhibentia Ephemerides sive Observationes Historias et Experimenta 11: 18. 1823.

## Especies
- Hagenbachia brasiliensis Nees & Mart.
- Hagenbachia columbiana Cruden
- Hagenbachia hassleriana (Baker) Cruden
- Hagenbachia matogrossensis (Poelln.) Ravenna
- Hagenbachia panamensis (Standl.) Cruden